# 다보스 플라츠역
다보스 광장역(Davos Platz Railway Station)은 스위스 그라우뷘덴주의 프레티가우/다보스구에 있는 다보스 시정촌에 있는 기차역이다.
린트콰르트-다보스 플라츠 철도 및 다보스 플라츠-필리주어 철도의 종점이다. 북쪽으로 향하는 경우 란트콰르트 방향으로 매시간 운행된다. 남쪽으로 향하는 경우 필리주어까지 매시간 운행된다. 역은 지역 버스 서비스의 허브 역할도 한다. 다보스 도르프역은 다보스 광장에서 북동쪽으로 약 2.5km 떨어져 있다.
RE2는 란트콰르트-다보스선을 따라 급행 서비스를 운영한다. R21은 이른 아침과 늦은 저녁에 RE2 서비스를 대체하는 동일한 노선을 따라 서비스를 정차한다.
역에는 현재 3개의 플랫폼이 사용 중이다.

## 운행편
다음 서비스는 다보스 광장에서 정차한다.
- 레기오익스프레스 : 란트콰르트까지 매시간 운행.
- 레기오 :
  - 필리주어에 매시간 서비스.
  - 란트콰르트에 제한된 서비스.